# Dumitru Volvoreanu
Dumitru Volvoreanu (ur.  w 1898) – rumuński rugbysta, brązowy medalista Igrzysk Olimpijskich 1924 w Paryżu. Były to jedyne mecze w karierze tego zawodnika w reprezentacji narodowej.